# Rohini (satélite)

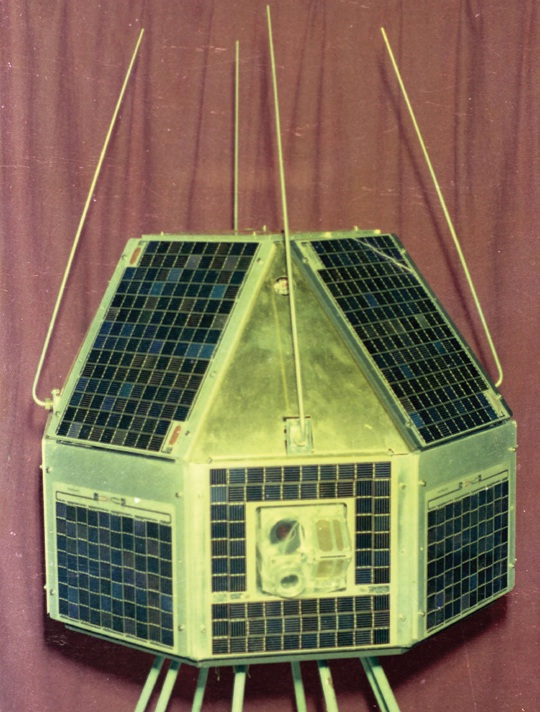
Satélite RS-D1

Rohini es una serie de satélites lanzados por la Agencia India de Investigación Espacial (ISRO). La serie Rohini constaba de cuatro satélites, cada uno de los cuales fue lanzado por el Vehículo de Lanzamiento de Satélites indio (SLV). Tres de ellos lograron entrar en órbita con éxito, aunque se trataban, en su gran mayoría, de satélites experimentales.

## Listado de Satélites

### Rohini Technology Payload (RTP)
Era un satélite experimental de 35 kilos, estabilizado por giro que utilizó 3 W de potencia y fue lanzado el 10 de agosto de 1979 desde el Centro Espacial Satish Dhawan, pero no se pudo colocar en la órbita prevista. El satélite contenía instrumentos para monitorear el vehículo de lanzamiento.

### RS-1
También era satélite experimental de 35 kilos, estabilizado por giro, que usó 16 W de potencia en esa ocasión y fue lanzado con éxito el 18 de julio de 1980 desde el Centro Espacial Satish Dhawan en una órbita de 305 kilómetros × 919 kilómetros (190 mi × 571 mi) con una inclinación de 44,7°. Fue el primer satélite lanzado con éxito por el vehículo de lanzamiento SLV. Aportó datos sobre la cuarta etapa del SLV. El satélite tenía asignada una misión de 1,2 años de duración y una vida orbital de 20 meses.

### RS-D1
En esta ocasión se trató de un satélite experimental de 38 kilos, estabilizado por giro que utilizó 16 W de potencia y fue lanzado el 31 de mayo de 1981. El lanzamiento del SLV fue un éxito parcial, ya que el satélite no alcanzó la altura prevista y por lo tanto sólo permaneció en órbita durante 9 días. Alcanzó una órbita de 186 kilómetros × 418 kilómetros (116 mi × 260 mi) con una inclinación de 46°. El satélite llevaba una cámara de estado sólido para aplicaciones de detección remota (Landmark Tracker) y funcionó según lo previsto.

### RS-D2
Fue el mayor satélite de la serie con 41,5 kg, con giro de 16 W de potencia y lanzado con éxito el 17 de abril de 1983 a una órbita de 371 kilómetros × 861 kilómetros (231 mi × 535 mi) y una inclinación de 46°. El satélite estuvo en funcionamiento durante 17 meses y su principal carga útil, una cámara con sensor inteligente, tomó más de 2500 fotografías. La cámara tenía la capacidad de tomar fotografías tanto en bandas visibles como infrarrojas. Después de una vida orbital de 7 años, el satélite volvió a entrar en la atmósfera terrestre el 19 de abril de 1990.